# Rejon toguczyński
Rejon toguczyński (ros. Тогучинский район) – rejon będący jednostką podziału administracyjnego rosyjskiego obwodu nowosybirskiego.

## Historia
Pierwsze rosyjskojęzyczne wzmianki o ziemi stanowiącej obecnie obszar rejonu toguczyńskiego pochodzą z 1600 roku. Pierwszymi osadnikami byli rosyjscy eksploratorzy, a tereny te zasiedlali wówczas także Tatarzy. Od XVIII wieku przechodzą już one pod całkowitą kontrolę Imperium Rosyjskiego, a dzisiejszy obszar rejonu był administracyjnie podzielony i podlegał pod dwa podmioty, jedna część pod rosyjskie władze w Tobolsku, a druga część pod władze w Tomsku. Rozwijało się tu głównie górnictwo oraz obróbka metali m.in. żelaza. Sam obszar bogaty był w różnego typu minerały. Wkrótce zyskał on połączenie drogowe dzięki powstałemu w XVIII wieku traktowi łączącemu Tomsk i Barnauł. Do upadku Imperium Rosyjskiego na terenie tym istniała wołost, w okresie rosyjskiej wojny domowej ziemie te zajmują wojska wierne rządowi admirała Aleksandra Kołczaka, a następnie przechodzą w ręce bolszewików. Od 1924 ziemie te przechodzą przez serie reform administracyjnych (m.in. zlikwidowana zostaje wspomniana wołost), a od 1937 roku należą do obwodu nowosybirskiego. W latach 1928–1932 budowana jest trasa kolejowa łącząca Nowosybirsk z Kuźnieckim Zagłębiem Węglowym, co dało nowy impuls do rozwoju tych ziem. Ten dynamiczny rozwój z którym w parze szedł także wzrost liczby ludności sprawił, że władze sowieckie postanowiły utworzyć w tym miejscu rejon - stało się to oficjalnie 1 stycznia 1932 roku. W czasach stalinowskich rolnictwo rejonu przechodzi przez etap forsownej kolektywizacji. Także w tym okresie napływają nowe fale ludności, w tym nie tylko Rosjanie, ale także Ukraińcy, Łotysze, Estończycy, Czuwasze i Niemcy. W czasie wielkiej wojny ojczyźnianej rejon przechodzi przez wiele trudności, napływa ludność z zachodu, a także przeniesione zostają tu niektóre zakłady przemysłowe, mające wspomóc sowiecki wysiłek wojenny. Po 1945 roku następuje czas odbudowy i przestawienia z gospodarki wojennej na pokojową.

## Charakterystyka
Rejon toguczyński znajduje się we wschodniej części obwodu nowosybirskiego, w odległości 126 kilometrów od obwodowej stolicy, Nowosybirska. Lasy zajmują powierzchnię 111,4 tysięcy hektarów, co sprawia, że jest to jeden z bardziej zalesionych obszarów obwodu. Dobrze rozwinięta jest sieć rzeczna, z rzekami będącymi dopływami Obu, znajdują się tu także liczne mniejsze i większe jeziora. Rejon toguczyński słynie ze swoich zasobów mineralnych, znajdują się tu m.in. pokłady węgla, torfu, gliny, bazaltów, a także złota. Złota wydobywa się tu około 200-250 kilogramów rocznie. Miejscowa ludność żyje głównie z rolnictwa. Wartość wyprodukowanych produktów przez sektor rolniczy w 2011 roku wyniosła 244,2 milionów rubli. W tym samym roku liczba bydła hodowanego na obszarze rejonu stanowiła 21 300 sztuk. W 2011 roku wyprodukowano tu łącznie 36 672 ton mleka oraz 195 300 ton różnych zbóż. W 2012 roku szacuje się, że łącznie w rolnictwo toguczyńskie zainwestowane zostanie 604,6 milionów rubli. W przemyśle dominuje zdecydowanie budownictwo i produkcja materiałów budowlanych, stanowiąca łącznie 93,7% całości tego sektora. W 2010 roku 16 dużych i średnich przedsiębiorstw zajmujących się tą branżą wypracowało łączny zysk równy 5,8 miliardom rubli. Przetwórstwo żywności stanowi 4,7% całości sektora przemysłowego. Inwestycje w regionie przebiegają pod znakiem budownictwa mieszkaniowego, rozwoju placówek społecznych oraz inwestycji w infrastrukturę drogową.
Rejon dysponuje rozwiniętą siecią dróg oraz połączeniami kolejowymi. Na jego terenie znajduje się łącznie 5 stacji kolejowych, a łączna długość dróg wynosi 781 kilometrów, z czego zdecydowana większość, bo 770 kilometrów to drogi o utwardzonej nawierzchni. Mieszkańcy dysponują także połączeniami autobusowymi, które dziennie przewożą około 350 pasażerów. Opiekę zdrowotną zapewnia sieć 8 szpitali, 6 klinik oraz kilkunastu przychodni medycznych. Według statystyk z 2011 roku zatrudnionych w nich jest 106 lekarzy oraz 405 pielęgniarek. W tym samym roku w zakup nowego sprzętu medycznego oraz inne inwestycje na tym polu zainwestowano łącznie około 8 milionów rubli. Pod względem publicznej edukacji władze rejonu zapewniają dostęp do 38 szkół różnego typu, 24 oddziałów przedszkolnych oraz innych instytucji umożliwiających pobieranie nauki. Według danych z 2011 roku w branży edukacyjnej zatrudnionej jest 2195 osób, z czego liczba nauczycieli to 1155 osób. Pod rejonową administrację podlega także 30 domów kultury, 20 klubów kulturalnych oraz 35 bibliotek. W 2011 roku z sieci bibliotek rejonowych skorzystało łącznie 27 862 osób. Działają tu także centra sportowe oraz ośrodek fizjoterapeutyczny. Według statystyk federalnych w 2010 roku na obszarze rejonu toguczyńskiego żyło 64 720 osób. W porównaniu z latami dziewięćdziesiątymi XX wieku jest to pewien spadek, gdyż w 1998 roku liczba ludności wynosiła 68 700 ludzi. Zdecydowaną większość z nich stanowią Rosjanie, bo przeszło 94%. Reszta narodów tych ziem to Niemcy, Ukraińcy i Białorusini. Przeciętna miesięczna płaca w 2006 roku wyniosła 5400 rubli, a w 2009 roku wzrosła już do 7300 rubli. Władze mają nadzieję, że w 2015 roku osiągnie ona poziom około 16 tysięcy rubli. 38,2% wszystkich pracowników zatrudnionych jest w rolnictwie.